# Autopista A1 (Romania)

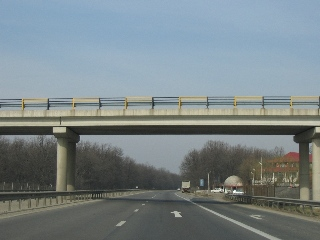
Tram Bucarest – Pitești – pas superior de la carretera rural al km 55 (vista en direcció oest)

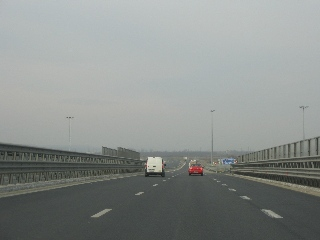
Segment de derivació de Pitești - Node Pitești Est al km 115 (vista en direcció oest)

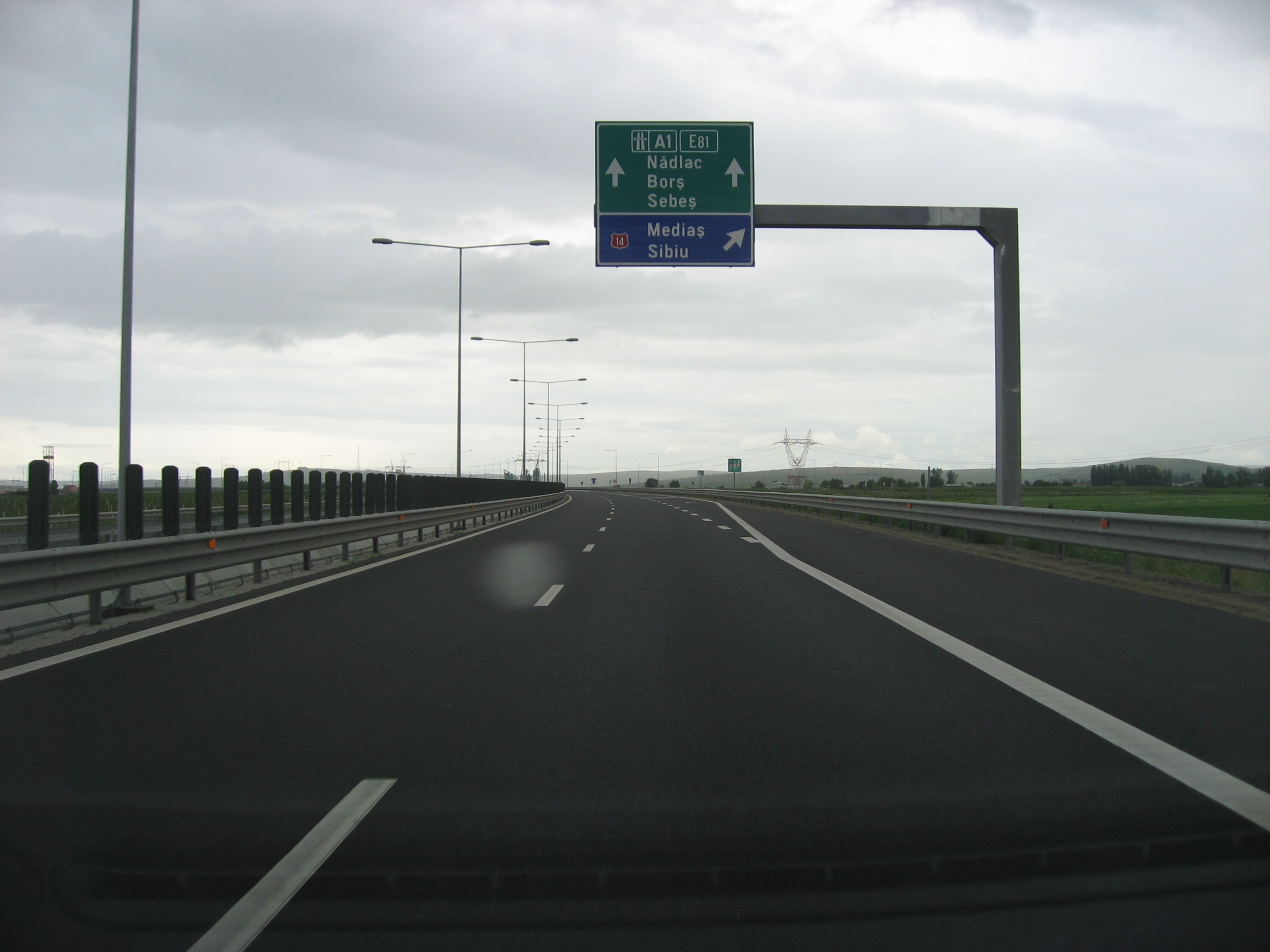
Secció de circumval·lació de Sibiu - node A1/DN14 al km 246 (vista en direcció oest)

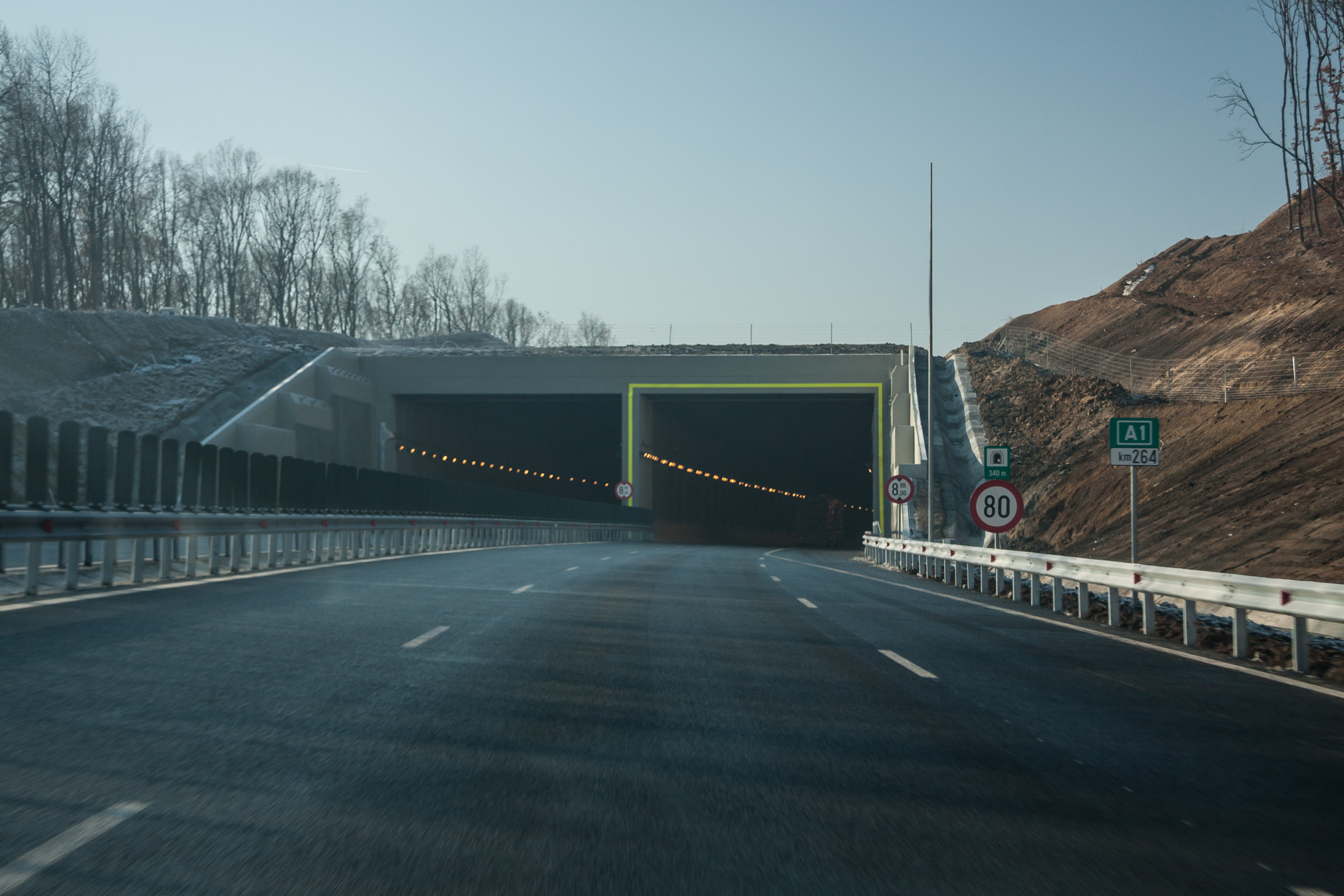
Tram Sibiu – Săliște – Túnel de Săcel al km 264 (vista en direcció oest)

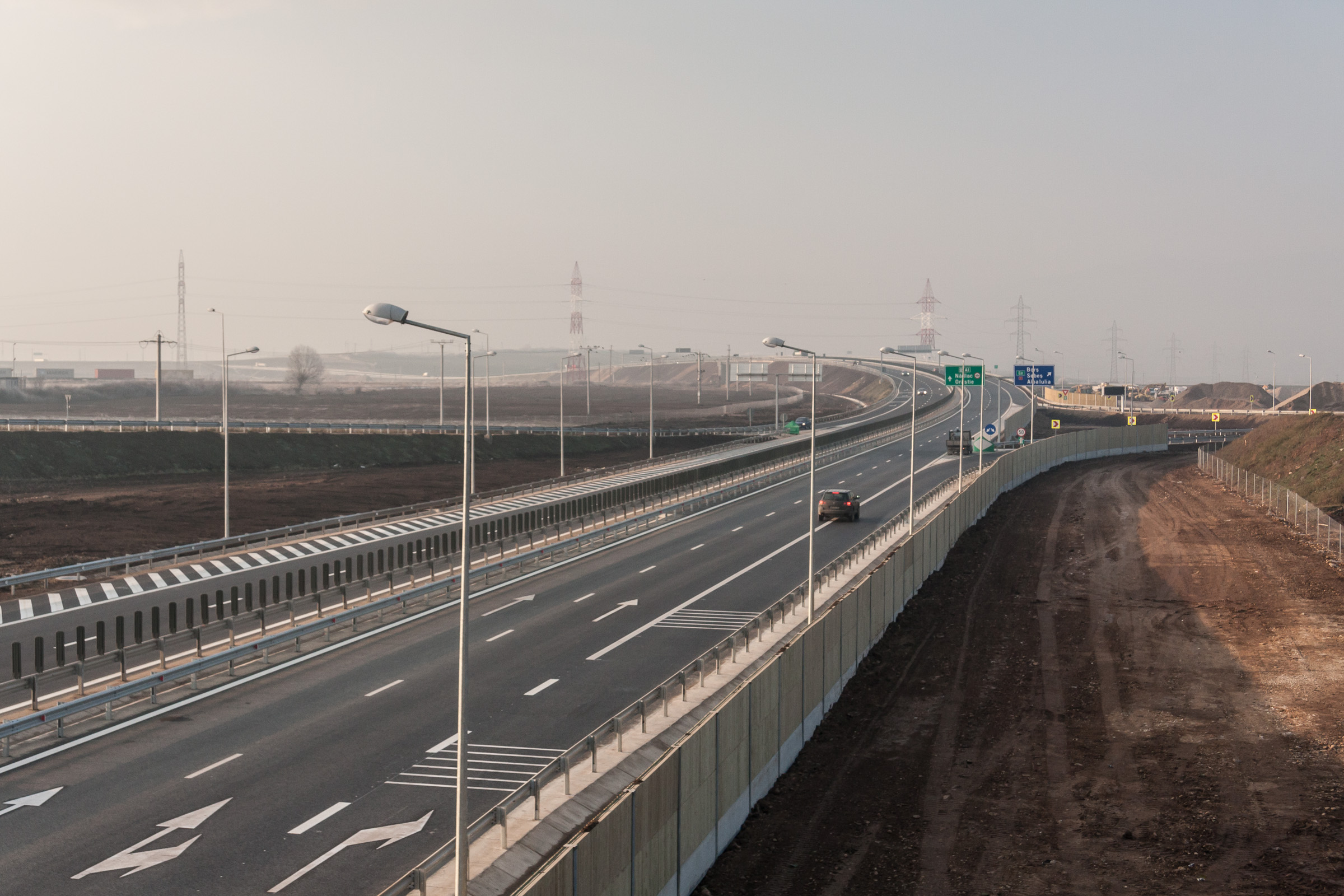
Sebeș – Segment Orăștie – Node Sebeș Nord al km 309 (vista en direcció oest)

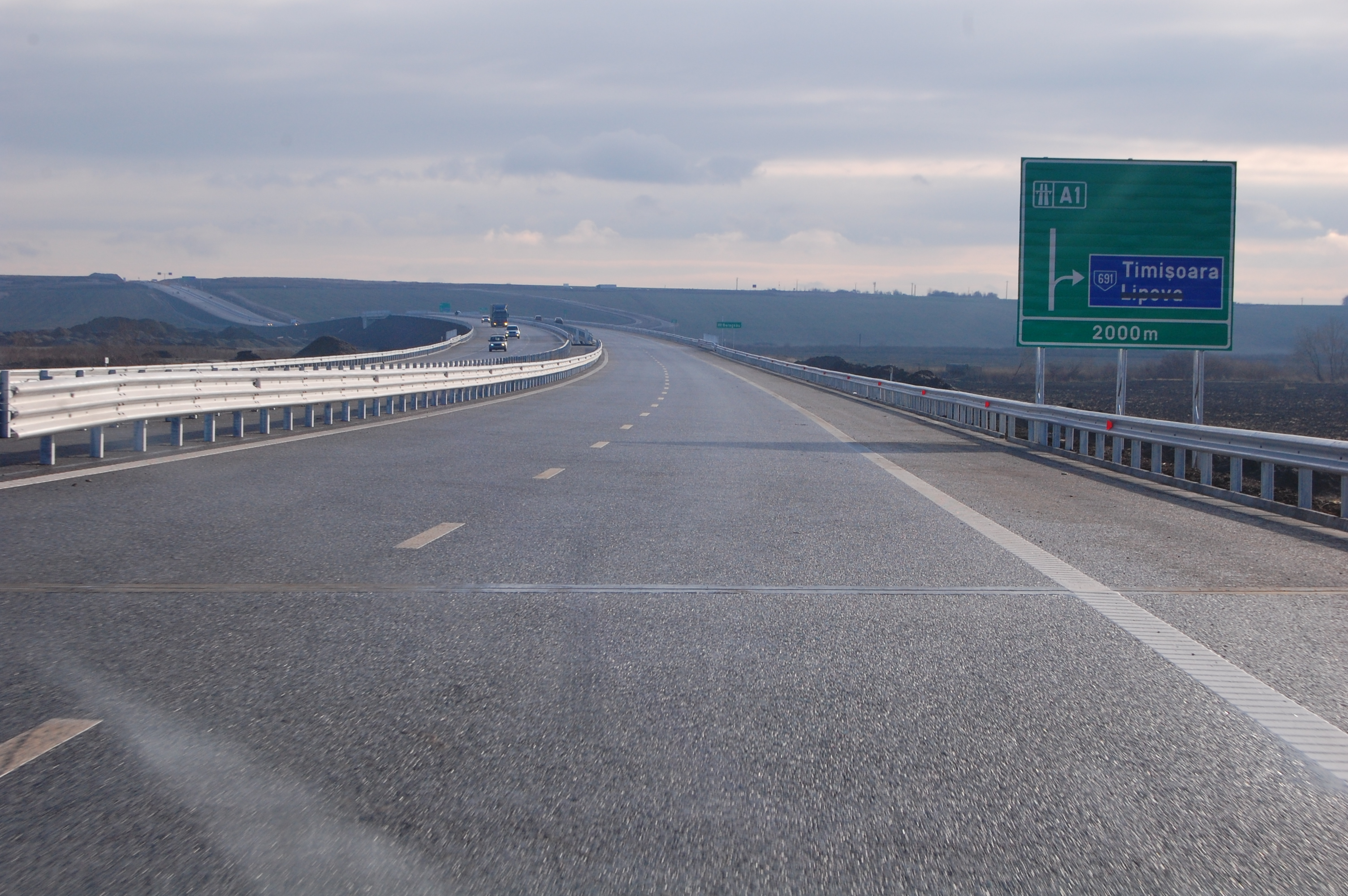
Segment Timișoara - Arad al km 506 (vista en direcció est)

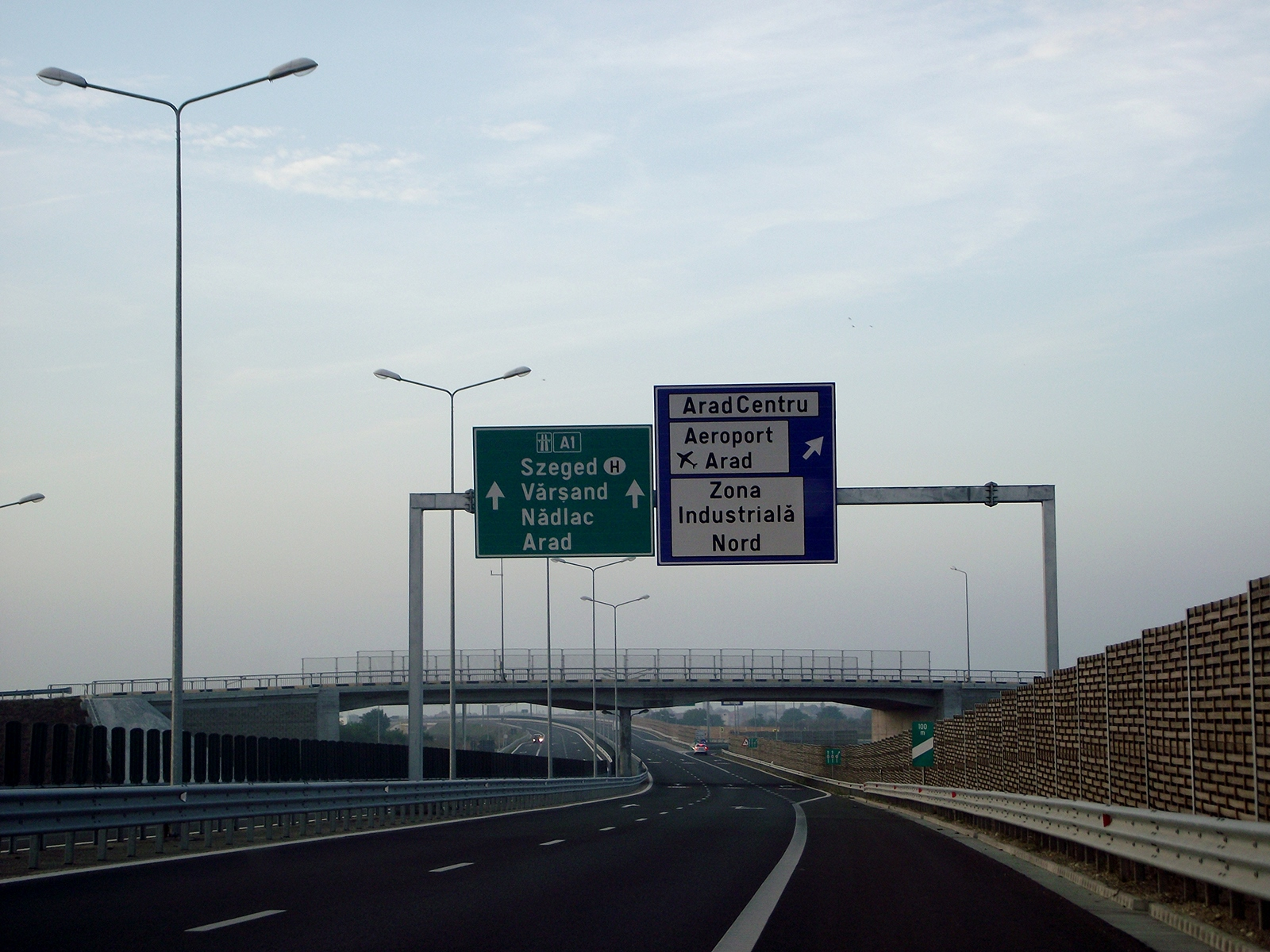
Arad segment de derivació - Arad centre / node aeroport al km 542 (vista cap a l'oest)

L'autopista A1 (en romanès: Autostrada A1) és una autopista parcialment construïda a Romania, prevista per connectar Bucarest amb les regions del Banat i Crișana a la part occidental del país i la resta d'Europa. Quan estigui completat serà 580.2 quilòmetres de llarg i abastarà el país en la direcció aproximada de sud-est a nord-oest. L'autopista comença a la part occidental de Bucarest i connecta les següents ciutats principals: Pitești, Sibiu, Deva, Timișoara, Arad, arribant a l'autopista M43 d'Hongria prop de Nădlac. Com que l'autopista es construeix al llarg del Corredor Rin-Danubi de les xarxes transeuropees de transport la construcció rep un finançament del 85% de la Unió Europea. La carretera forma part del traçat proposat de Via Carpatia.
A desembre de 2019, la longitud conjunta dels trams oberts suma 443,6 quilòmetres. Altres 13,7 quilòmetres estan en construcció i s'han licitat 54,5 quilòmetres. Les parts de l'autopista actualment en servei inclouen el tram Bucarest – Pitești (109,5 km), el tram Sibiu – Coșevița (175,3 km), i el tram Margina – Nădlac (158,8 km).
Un segment addicional, entre Coșevița – Margina (13,5 km), que compta amb diversos túnels (2,1 km, en total) al llarg del seu recorregut, s'ha tornat a licitar el juny de 2019, perquè el projecte s'havia modificat.
En el tram Pitești – Sibiu també es van licitar tres trams: Pitești − Curtea de Argeș (30,4 km, lot 5), Curtea de Argeș − Tigveni (10,7 km, lot 4) i Boița − Sibiu (13,1 km, lot 1), amb aquest últim adjudicat per a la construcció l'abril de 2019, i el primer tram (Pitești − Curtea de Argeș) el maig de 2020

## Seccions

### Bucarest – Pitești
Aquest tram de l'autopista està totalment operatiu i es compon de dos trams: Bucarest – Pitești i circumval·lació de Pitești.
Tram Bucarest – Pitești (95,9 km) és la primera carretera de classe d'autopista construïda a Romania i va romandre l'única durant més de 15 anys, fins a la finalització del tram Fetești – Cernavodă a l'autopista A2 el 1987. Va ser construït entre 1967 i 1972 durant el règim comunista. Diverses parts del segment van patir diverses rehabilitacions importants: entre 1997 i 2000 per l'empresa conjunta FAT formada per les empreses italianes Federici, Astaldi i Todini, entre 2002 i 2004 per les empreses romaneses Albix Timișoara i Cosar București i entre 2006 i 2010 per empreses romaneses. PA&CO Internațional i Euroconstruct Trading '98. A partir de novembre de 2015, aquest és l'únic tram de l'autopista on funcionen motels i restaurants a les zones de descans.
Tram de circumval·lació de Pitești (13,6 km) es va adjudicar l'abril de 2004 a una empresa conjunta formada per les empreses italianes Astaldi i Italstrade. El segment es va obrir al trànsit durant el novembre de 2007, tenint un paper important en la desviació del trànsit del centre de Pitești. També es va construir un pas subterrani a la zona de Bascov (al nord de Pitești) per resoldre la congestió del trànsit a la cruïlla propera de les carreteres DN7 i DN7C que generava al seu torn problemes al final de l'autopista de Pitești. El pas inferior es va acabar completament durant l'octubre de 2008.

### Pitești – Sibiu
Aquest tram de l'autopista està parcialment en construcció i es divideix en cinc trams: Pitești – Curtea de Argeș (lot 5), Curtea de Argeș – Văleni (lot 4), Văleni – Racovița (lot 3), Racovița – Boița (lot 2).), Boița – Sibiu (lot 1).
Aquest és el tram més difícil de tota l'autovia des del punt de vista de les obres, tenint en compte que ha de travessar els Carpats, en part per la vall del riu Olt. L'estudi de viabilitat es va completar inicialment a finals de 2008 amb la intenció d'iniciar les obres de construcció l'any vinent, però el govern romanès ha endarrerit contínuament l'inici de l'activitat fins al 2012, considerant diverses opcions sobre com s'havia de finançar la construcció de l'autopista, tot avançant diversos terminis per a l'inici/finalització de les obres del tram. Com que durant principis de 2012 es va acceptar que la secció fos finançada amb el Fons de Cohesió de la Unió Europea l'estudi de viabilitat de 2008 va haver d'actualitzar-se amb diversos elements clau requerits per la Unió Europea que abans no eren considerats. La licitació per a l'actualització es va llançar l'abril de 2012 amb l'objectiu de finalitzar el tram l'any 2020, ja que els costos totals de construcció dels seus 116,6 quilòmetres s'estimaven en 3.250 milions d'euros. Vuit mesos més tard, el govern romanès es va reconsiderar i va anul·lar la licitació.
L'any 2013 va generar molta polèmica, ja que el govern romanès va declarar que la ruta prioritària de l'autopista per travessar els Carpats serà l'autopista A3 (entre Comarnic i Brașov) en comptes de l'autopista A1 (entre Pitești i Sibiu) i va donar suport a la idea de modificar el traçat del corredor paneuropeu IV per passar per Brașov. Segons els mateixos plans, l'autopista A3 s'havia de connectar amb l'autopista A1 mitjançant una altra autopista entre Sibiu i Făgăraș, creant així un corredor d'autopista gairebé complet entre Bucarest i Sibiu, via Brașov, mentre que el tram entre Pitești i Sibiu ja no era una prioritat immediata. Això es considerava generalment com una estratègia per evitar una ruta alternativa competidora al tram de l'autopista A3 entre Comarnic i Brașov, que es planejava construir mitjançant un contracte de concessió. Durant la reunió de les Xarxes Transeuropees de Transport (TEN-T) de 2013, la Unió Europea va rebutjar el pla i va criticar oficialment l'intent de canviar les prioritats de la construcció de l'autopista Pitești - Sibiu, determinant les autoritats romaneses a reconsiderar el canvi.
Després d'intentar sense èxit el desembre de 2013 persuadir la Unió Europea perquè canviés el traçat de l'autopista per passar per Râmnicu Vâlcea el govern romanès va tornar a licitar el juny de 2014 l'actualització de l'estudi de viabilitat de 2008 per al tram, i ha signat el contracte d'aquesta activitat amb una joint venture formada per l'empresa italiana Spea Ingegneria Europea i l'empresa romanesa Tecnic Consulting Engineering el juny de 2015, després d'un recurs d'un dels participants a la licitació. Com que el Ministeri de Transports ha començat a treballar en el Pla Director General de Transports de Romania necessari per accedir als fons europeus 2014-2020, va generar més polèmica en semblar que continuava intentant evitar la construcció del tram com a autopista, ja que el va rebaixar a via ràpida en una versió del Pla Director d'octubre de 2014 i, posteriorment, es va considerar un enfocament gradual de via ràpida/autopista en una versió posterior del Pla Director. Això ha provocat reaccions de la Unió Europea, la societat pública i els empleats de la planta de Dacia prop de Pitești i mentre que el primer ministre romanès va anunciar durant l'octubre de 2014 que el tram s'inclourà com a autopista en la versió final de la Pla director el canvi es va reflectir al document només el juliol de 2015.
En una entrevista concedida pel director general de la CNADNR durant l'agost de 2015 es va anunciar que les possibles vies dels lots 1 i 5 ja es van tractar amb l'empresa mixta actualitzant l'estudi de viabilitat i a partir d'això la companyia realitzarà consultes públiques durant l'octubre de 2015, on Es convidarà a totes les parts interessades a comentar les solucions proposades i també a contribuir amb coneixements sobre els possibles problemes que la CNADNR pugui trobar en les rutes seleccionades. En funció de les qüestions que es puguin identificar i del seu impacte ambiental, la licitació de les obres de construcció d'aquests dos solars es podria llançar ja el gener de 2016 La CNADNR ha publicat el 7 de novembre de 2015 cinc rutes alternatives per al tram Pitești – Sibiu. Tal com es va anunciar anteriorment, totes les parts interessades poden presentar la seva opinió abans de l'11 de desembre de 2015 a la pàgina de Facebook de l'empresa. Després d'aquestes consultes, es preveu que el 15 de desembre de 2015 l'empresa que elabori l'estudi de viabilitat lliurarà a la CNADNR l'estudi definitiu dels lots 1 i 5. [ necessita actualització ]
Segons la versió aprovada del Pla Director, s'esperava que el tram estigués enllestit fins al 2020 amb una combinació entre fons europeus, pressupost romanès i préstecs de baix interès.
Les obres dels lots 1 i 5 es van licitar el juliol de 2017 i del lot 4 el març de 2019. A l'abril de 2019, el lot 1 va ser adjudicat per a la construcció a l'empresa austríaca Porr, per prop de 128,7 milions d'euros, amb 12 mesos de planificació i 36 mesos d'execució. Els altres dos lots encara estaven pendents d'adjudicar-se.
L'abril de 2018 també es van publicar anuncis d'intencions de licitació per a dos de la resta dels tres lots
A partir de juliol de 2019, el lot 1 d'aquest tram (Boița – Sibiu, 13.1 km) està en construcció.
L'11 de maig de 2020, el contracte de construcció del lot 5 (Pitești – Curtea de Argeș, 30,4 km) va ser signat amb l'empresa italiana Astaldi. El valor del contracte és de 356 milions d'euros i té previst 12 mesos de planificació i 48 mesos d'execució.

### Circumval·lació de Sibiu
Aquest tram de l'autovia està en ple funcionament.
El contracte per a tot el tram (17,5 km) que formaven una circumval·lació parcial al voltant de Sibiu es va signar inicialment durant l'any 2003 amb l'empresa italiana Todini, i els treballs de construcció van començar durant l'any 2004 i s'havien previst que finalitzin durant l'any 2007. Aquest pla va patir múltiples retards i finalment el setembre de 2006 la CNADNR va decidir rescindir el contracte. A continuació, la secció es va dividir en dos segments. El primer tram (km0-14) es va adjudicar el maig de 2008 a una empresa conjunta formada per Geiger, Max Bögl i Comtram. El segon tram (km14-17) es va adjudicar el setembre de 2009 a l'empresa romanesa Vectra Service i va incloure també l'actualització de 3,3 quilòmetres de carretera que uneix l'autovia amb la DN1 que es va denominar DN1T. Les obres van començar al primer tram durant el juliol de 2008 i al segon durant el febrer de 2010 i estava previst que s'acabessin completament durant l'any 2011, però com a conseqüència de la insistència de les autoritats perquè la circumval·lació s'acabés abans, el tram es va obrir al trànsit el desembre de 2010.

### Sibiu – Orăștie
Aquest tram de l'autopista està totalment obert i es divideix en quatre trams: Sibiu – Săliște (lot 4), Săliște – Cunța (lot 3), Cunța – Sebeș (lot 2) i Sebeș – Orăștie (lot 1).
La licitació dels contractes de disseny i construcció dels quatre segments que formen part d'aquesta secció va ser llançada per la CNADNR durant el desembre de 2010. El tram Cunța – Săliște (22,1 km), que inclou els 1,100-metres de llarg del viaducte d'Aciliu que es va adjudicar a l'empresa italiana Impregilo el maig de 2011, mentre que el segment Orăștie – Sebeș (24,1 km) es va adjudicar a l'empresa austríaca Strabag, el segment Sebeș – Cunța (19,7 km) es va adjudicar a una empresa conjunta formada per les empreses romaneses Straco i Studio Corona i el segment Săliște – Sibiu (16,1 km) va ser adjudicat a l'empresa italiana Astaldi, tot el juny de 2011. Les obres de construcció dels quatre segments han començat l'octubre de 2011 i s'havia previst que finalitzin l’abril de 2013. Després de diversos retards, els lots 1, 2 i 4 es van obrir el desembre de 2013, mentre que el lot 3 es va obrir finalment a finals de novembre de 2014. Al novembre de 2015, les obres de construcció del lot 3 encara estaven en curs, ja que hi ha múltiples problemes en aquest lot generats per la combinació d'ignorar la inestabilitat del terreny identificada per l'estudi de viabilitat, la baixa qualitat de les obres i el govern romanès. pressionar per motius electorals perquè el tram s'obri abans que s'acabessin una sèrie d'elements crítics de la carretera. Un altre aspecte que ha sorgit i que està generant polèmica està relacionat amb el fet que si bé hi ha múltiples disputes pendents de resolució entre CNADNR i Impregilo i durant la construcció del tram es van emetre al voltant de 300 informes de no conformitat, la CNADNR ha abonat a Impregilo les obres. executat. Arran d'això, durant l'agost de 2015 el director general de la CNADNR ha concedit diverses entrevistes durant diferents programes de televisió defensant l'empresa i atribuint tota la culpa dels problemes del lot 3 a la mala qualitat d'execució d'Impregilo.
Independentment de les declaracions d'ambdues parts, els problemes del lot 3 són prou greus per a obligar a la CNADNR a tancar el trànsit als carrils afectats durant l'agost de 2015, mentre que tant els experts de l'empresa com els d'Impregilo buscaven les solucions tècniques per abordar els problemes. A mesura que es van discutir i acordar aquestes solucions, el lot 3 va quedar tancat al trànsit, inicialment durant aproximadament un mes i mig, només nou mesos després de la seva inauguració. Segons la informació que sorgeix de diverses fonts, a un quilòmetre de l'autopista caldrà reconstruir completament des del sòl, mentre que també s'abordaran altres qüestions aparegudes. Durant els mesos d'octubre i novembre de 2015, el conflicte entre la CNADNR i Impregilo sembla haver empitjorat, ja que transcorregut el termini d'un mes i mig promès no s'ha fet cap avenç substancial en la solució dels problemes identificats, les obres de construcció del solar es van aturar completament i la CNADNR va anunciar que va presentar una denúncia penal contra Impregilo. Sis mesos després del tancament, a la primavera del 2016, la CNADNR va decidir arreglar els problemes per si mateixa amb mà d'obra pròpia i equipaments de lloguer; una part del finançament d'aquestes reparacions havia de provenir de la garantia de 90 milions de lei que Impregilo va oferir al projecte, que s'havia de posar a la llista negra durant dos anys en què no es permetria obtenir contractes del govern romanès.
El 10 d'octubre de 2016, el lot 3 es va tornar a obrir després d'haver finalitzat les obres de reparació.

### Orăștie – Deva
Aquest tram de l'autopista està totalment operatiu i es compon de dos trams: Orăștie – Simeria i Simeria – Deva.
 i posteriorment durant el setembre de 2009 CNADNR va presentar ofertes per a les obres de construcció d'aquest tram, [2] però ambdues van ser anul·lades per problemes relacionats amb els criteris de selecció. La licitació es va tornar a llançar durant el març de 2010 i tot el tram (32,8 km) es va adjudicar finalment a l'empresa conjunta entre l'empresa austríaca Strabag i l'empresa romanesa Straco Grup el novembre de 2010, després dels recursos de les empreses competidores. Les obres de construcció han començat l'abril de 2011 i s'havia previst que finalitzin a l'abril de 2013. Tram Simeria – Deva (15,4 km) es va obrir durant el desembre de 2012, mentre que el segment Orăștie - Simeria (17,4 km) es va obrir durant el maig de 2013.

### Deva – Lugoj
Aquest tram de l'autopista està parcialment operatiu i parcialment en construcció i es divideix en quatre segments: Șoimuș – Ilia (lot 4), Ilia – Coșevița (lot 3), Coșevița – Dumbrava (lot 2) i Dumbrava – Șanovița (lot 1).
La licitació per al contracte de disseny i construcció del lot 1 va ser llançada per la CNADNR durant el desembre de 2010. El contracte inclou també el primer tram de l'autopista A6 (11,4 km) que parteix de l'autopista A1 prop del poble de Balinț i connecta la ciutat de Lugoj. El tram Șanovița – Dumbrava (27,4 km) es va adjudicar a una empresa conjunta formada per les empreses italianes Tirrena Scavi, Societa Italiana per Condotte D'Acqua i Cossi Construzioni el maig de 2011, després d'un recurs d'un dels participants a la licitació. Les obres de construcció del lot 1 han començat l'octubre de 2011 i s'havia previst que finalitzin l’abril de 2013. Després de diverses retencions, el tram es va obrir finalment durant el desembre de 2013, però només entre la cruïlla amb l'autopista A6 i Dumbrava. El juliol de 2015, la part restant del lot 1 encara no es podia utilitzar, ja que el següent segment que contenia una sortida (Timisoara – Lugoj lot 2) no es va obrir al trànsit. La idea de construir una sortida temporal a l'extrem oest del segment prop de Șanovița es va discutir, però mai es va implementar. Una altra opció discutida, tenint en compte que el lot 2 de Timișoara – Lugoj es va adjudicar a la mateixa empresa conjunta d'empreses, va ser una obertura parcial de Șanovița a l'intercanviador de Topolovățu Mare amb DJ572 (6,02 km), però això tampoc es va perseguir.
La licitació dels contractes de disseny i construcció dels tres segments restants que formen part d'aquesta secció va ser llançada per la CNADNR durant l'abril de 2012. Després de més d'un any després del llançament de l'oferta, el segment Ilia – Șoimuș (22,1 km) es va adjudicar a una empresa conjunta formada per les empreses romaneses Spedition UMB i Tehnostrade el juliol de 2013, mentre que el segment Dumbrava – Coșevița (28,6 km) es va adjudicar a una empresa conjunta formada per les empreses italianes Salini Impregilo i Secol, i el segment Coșevița – Ilia (21,1 km) va ser adjudicada a una empresa conjunta liderada per l'empresa espanyola Comsa, ambdues a l'octubre de 2013. Les obres de construcció dels lots 2, 3 i 4 estaven previstes per finalitzar el maig de 2016, però els solars s'enfronten a múltiples qüestions: una revisió de l'estudi ambiental va imposar una sèrie de modificacions a les estructures entre les quals l'exigència d'una sèrie d'ecoductes per protegir els grans fauna carnívora de la zona, que va demanar una oferta addicional per cobrir els canvis; al lot 4 es va descobrir un cementiri il·legal al camí de l'autopista i es va traslladar, la ruta de l'autopista passava massa a prop d'una cova prop de Brănișca que suposadament allotjava una important població de ratpenats protegida per llei i hi va haver discussions entre Spedition UMB i CNADNR pel que fa a un possible canvi de la solució tècnica a la zona del jaciment de cendres i argiles de Mintia. En una entrevista concedida pel director general de la CNADNR durant l'agost de 2015, es va anunciar que els problemes del lot 4 ja s'havien resolt i Spedition UMB va ser elogiat pel seu enfocament i ritme de treball en el segment, agraint que si no hi hagués hagut problemes, el més probable és que les obres no s'hagin acabat a finals de 2015.
El 6 de març de 2017 es va obrir al trànsit una part del lot 2, entre Dumbrava i Margina.
A l'abril de 2019, el progrés físic era del 95,8% al lot 2 (excepte els túnels), al 94% al lot 3 i al 95% al lot 4. L'oferta dels nous túnels previstos al lot 2, reclamada públicament des de desembre de 2014, es va anunciar finalment el juny de 2019.
El 14 d'agost de 2019 es va inaugurar el lot 4 de l'autovia, mentre que el lot 3 es va obrir el 23 de desembre del mateix any, amb restriccions de velocitat i tonatge.

### Lugoj – Timișoara
Aquest tram de l'autopista està totalment operatiu i es compon de dos trams: Giarmata – Izvin (lot 1) i Izvin – Șanovița (lot 2).
La circumval·lació de Timișoara (9,5 km, també conegut com el lot 1 de Timișoara – Lugoj) va ser adjudicat l'abril de 2011 a l'empresa romanesa Spedition UMB. Es va obrir al trànsit l'octubre de 2012.
El tram entre Timișoara i Lugoj (25,6 km, conegut com el lot 2 de Timișoara – Lugoj) es va tornar a subhastar l'agost de 2012, després de les apel·lacions dels participants a la subhasta anterior. S'ha adjudicat a l'empresa conjunta entre les empreses italianes Tirrena Scavi i Societa Italiana Per Condotte D'Acqua el desembre de 2013. Les obres de construcció s'han completat set mesos abans de la data límit contractual i el segment va entrar en funcionament el desembre de 2015.

### Timișoara – Arad
Aquest tram de l'autopista està totalment operatiu i es compon de dos trams: Timișoara – Arad i circumval·lació d'Arad.
Obres de la circumval·lació d'Arad (12.25 km) es van adjudicar el març de 2009 a l'empresa conjunta entre l'empresa espanyola FCC Construccion i l'empresa austríaca Porr. El segment es va obrir en una sola calçada el desembre de 2011, i en ambdues calçada el juny de 2012.
Els 32,25 km del tram d'autopista entre Arad i Timișoara es va adjudicar el desembre de 2008 a l'empresa conjunta entre l'empresa espanyola FCC Construccion i l'empresa italiana Astaldi. Va ser inaugurat juntament amb la circumval·lació d'Arad el desembre de 2011.

### brgb ng Arad – Nădlac
La construcció del 38.8 La secció de km entre Nădlac i Arad es va dividir en dues parts. La primera part, entre Nădlac i Pecica (22.2 km), va ser adjudicat l'abril de 2011 a un consorci liderat per l'empresa romanesa Romstrade, mentre que el segon tram, entre Pecica i Arad (16,6 km), havia de ser construït per l'empresa austríaca Alpine. Les obres van començar l'octubre de 2011 i s'havien de finalitzar l'abril de 2013.
No obstant això, el contracte de la primera part de la secció va ser rescindit pel govern romanès el novembre de 2012, a causa del baix progrés de la construcció registrat per l'empresa Romstrade (aproximadament un 15-20%) i un possible frau per part del propietari de l'empresa. Així mateix, el contracte de la segona part (avanç de la construcció aproximadament un 85%) va rescindir el juliol de 2013, perquè l'empresa austríaca es va declarar en fallida. El primer segment es va tornar a subhastar l'abril de 2013, i es va adjudicar el desembre de 2013 a l'empresa conjunta d'Astaldi i Max Bögl. Les obres haurien d'estar enllestides fins a finals de 2014. El juny de 2014 es va anunciar una licitació per a les obres restants del segon segment, i finalment el tram es va adjudicar a la mateixa empresa conjunta d'Astaldi i Max Bögl.
El tram entre Nădlac i Pecica i els 6,30 km del tram entre Pecica i Arad es van obrir abans del previst el 19 de desembre de 2014. La resta del tram Pecica – Arad (10,3 km) es va inaugurar l'11 de juliol de 2015.
A l'extrem occidental, l'autopista connecta amb l'autopista M43 d'Hongria, que connecta més amb l'autopista M5, que va des de la frontera amb Sèrbia fins a la capital de Budapest. Una carretera de connexió entre l'autopista (a prop del pas de la frontera) i la ciutat de Nădlac (aproximadament 7 km en direcció sud), designada com a DN7G, també s'ha construït.

## Cronologia de les obertures
- Bucarest – Pitești (95,9 km) es va inaugurar el 1972.[6]
- Circunvalació de Pitești (13,6 km) es va inaugurar el 19 de novembre de 2007.[9]
- circumval·lació de Sibiu (17,5 km) es va inaugurar l'1 de desembre de 2010.[51]
- Arad – Timișoara (44,5 km) es va inaugurar el 17 de desembre de 2011. circumval·lació d'Arad (12.25 km) es va obrir inicialment en una sola calçada i es va completar el 6 de juny de 2012.[107]
- Timișoara – Lugoj lot 1 (9,5 km) es va inaugurar el 23 d'octubre de 2012.[102]
- Tram Deva – Simeria (15,4 km) es va inaugurar el 21 de desembre de 2012.[79]
- Tram Simeria – Orăștie (17,4 km) es va inaugurar el 30 de maig de 2013.[81]
- Orăștie – Sibiu lots 1, 2 i 4 (59,9 km) es van obrir el 19 de desembre de 2013.[58]
- Lugoj – Deva tram 1 (17,4 km) es va inaugurar el 23 de desembre de 2013, entre l'intercanviador amb l'autopista A6 (prop de Balinț) i la sortida a Dumbrava.[86]
- Orăștie – Sibiu lot 3 (22,1 km) es va obrir el 14 de novembre de 2014,[60] però es va tancar completament per reparacions el 7 de setembre de 2015.[68]
- Nădlac – Arad tram 1 i 6,30 km del tram 2 (28,5 km) es van obrir el 19 de desembre de 2014.[118]
- Nădlac – Arad resta del lot 2 (10,3 km), la cruïlla amb l'autopista M43 hongaresa i les instal·lacions de control de fronteres es van obrir l'11 de juliol de 2015.[121]
- Timișoara – Lugoj lot 2 (25,6 km) juntament amb Lugoj - Deva la resta del tram 1 (10,1 km) es van obrir el 23 de desembre de 2015.[105]
- Orăștie – Sibiu tram 3 (22,1 km) es va tornar a obrir el 10 d'octubre de 2016, després d'haver-se acabat les obres de reparació.[73]
- Lugoj – Deva el lot 2 es va obrir parcialment (15,2 km) el 6 de març de 2017.[122]
- Lugoj – Deva lot 4 (22,13 km) es va inaugurar el 14 d'agost de 2019.[123]
- Lugoj – Deva lot 3 (21 km) es va inaugurar el 23 de desembre de 2019.

### Seccions incompletes
- Pitești – Sibiu: el segment 1 s'està construint activament (fins a l'any 2022),[40][124] segment 5 està en fase de disseny (fins a l'any 2025) i els segments 2, 3 i 4 s'estan subhastant.[41]
- Lugoj – Deva: Els 13,5 km restants del segment 2 s'estan subhastant actualment i és probable que trigui un període molt més llarg a completar-se, però per rebre finançament de la UE, cal començar abans del 2022.[125][126]